# 에하라정
에하라정(江原町)은 도쿠시마현 미마군에 있던 정이다. 현재의 미마시 북동쪽 끝의 일부에 해당한다.

## 역사
- 1889년 10월 1일 - 정촌제 시행에 수반해 2촌의 구역으로 에하라촌이 성립하였다.
- 1928년 11월 10일 - 정으로 승격해 에하라정이 되었다.
- 1958년 3월 31일 - 와키정, 이와쿠라정과 합병해 새로운 와키정이 성립, 동일 에하라정은 폐지되었다.

## 교통

### 도로
- 국도 제193호선

## 참고문헌
- 角川日本地名大辞典 36 徳島県